# Brinquinho

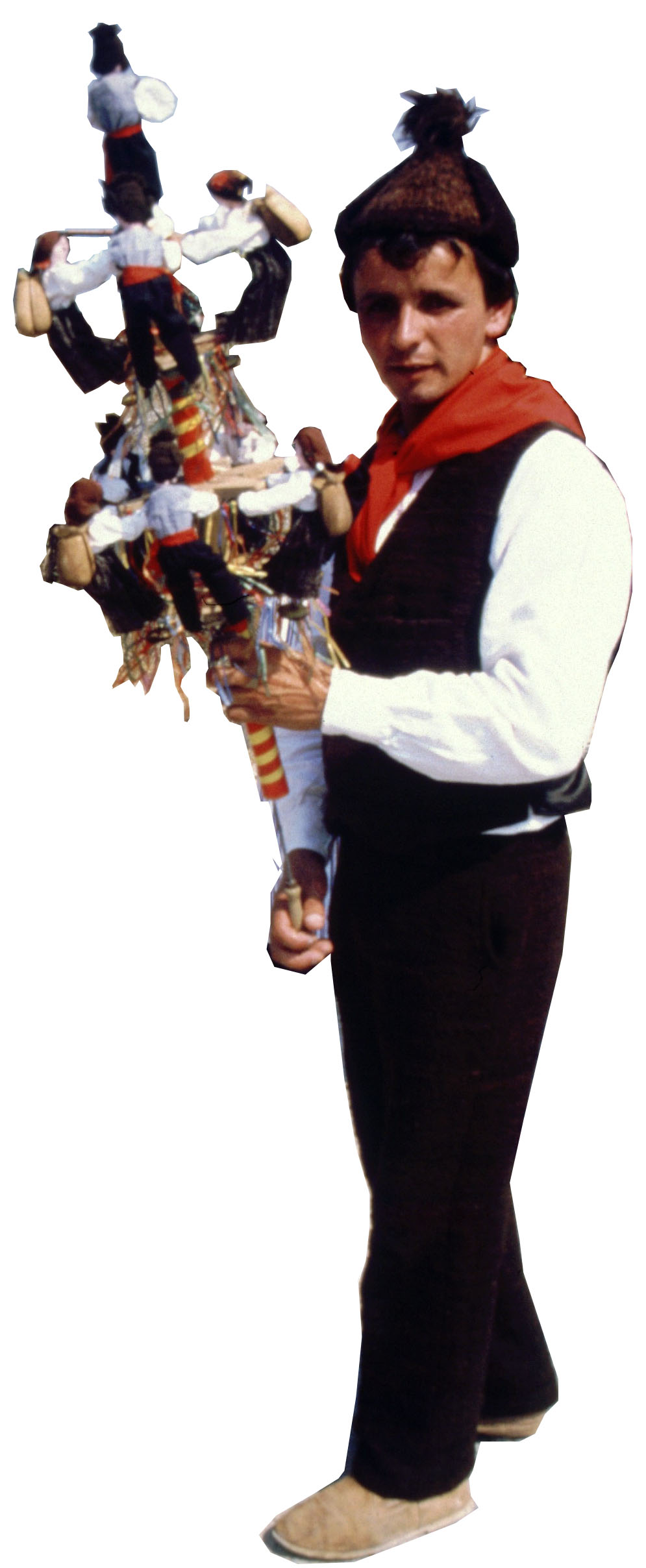
O brinquinho

O brinquinho é o instrumento musical típico do folclore da Madeira, em Portugal. É utilizado, principalmente, no Bailinho da Madeira.
É composto por uma cana-de-roca, de 60 a 70 cm, que ao longo do seu comprimento tem, normalmente, duas rodas de bonecos de madeira sobrepostas e um outro boneco na extremidade superior – a cana pode ter apenas uma roda de bonecos. Os bonecos estão vestidos com trajes característicos da região e cada um tem castanholas às costas e um par de caricas espalmadas nos pés. A cana que serve de estrutura é percorrida, no seu interior, por um arame que ao ser movimentado na vertical, pela parte inferior do instrumento, move os bonecos, as castanholas e as caricas e produz som.
O registo iconográfico mais antigo do brinquinho data do início do século XX e aparenta-se muito ao desenho atual do instrumento.